# Ball parlat

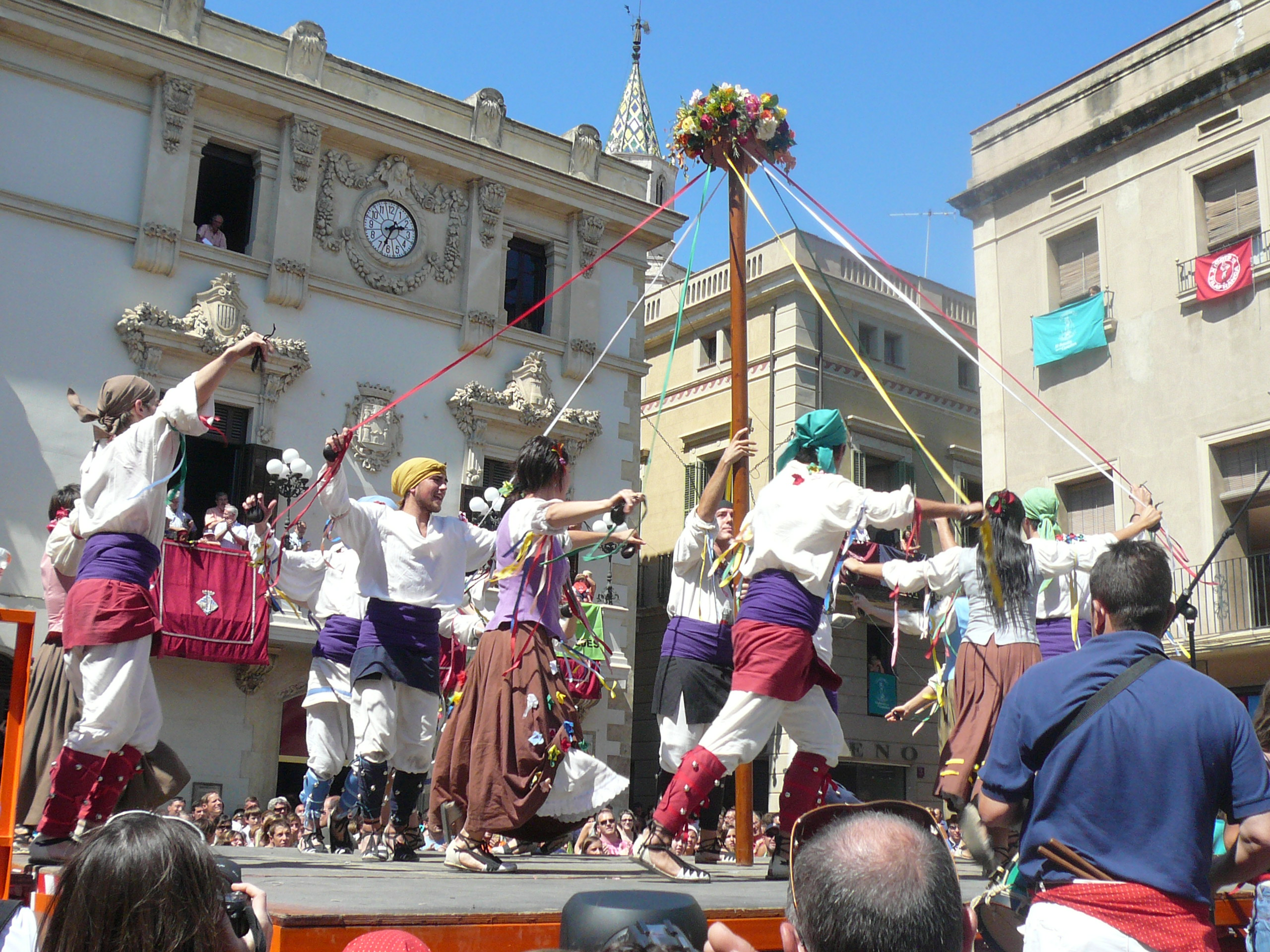
Ball de les Gitanes de Vilafranca del Penedès

Els balls parlats són representacions teatrals populars que es fan a l'aire lliure. Aquests espectacles uneixen teatre, música i dansa i estan dedicats als sants patrons de la població; narren aventures de bandolers, pirates i donzelles o fan sàtires de temes d'actualitat.

## Característiques
A les festes majors hi ha algunes manifestacions en les quals intervé la paraula. En són exemple els versos que reciten les balladores dels balls de Gitanes del Penedès o del Camp, els balls de Pastorets o les danses que, com la de Mossèn Joan de Vic, segueixen el fil d'una cançó narrativa entonada pels balladors. Són els balls parlats, representacions de teatre popular de carrer, peces que es poden representar a l'aire lliure, en una plaça o en una cruïlla de carrers, en el marc d'una festa; una forma d'espectacle popular que uneix teatre, música i dansa, amb coreografies senzilles, que serveixen per canviar d'escena i perquè el ball desfili pels carrers en el curs dels seguicis festius o de les processons.
Aquest gènere té, a la Catalunya Nova, una llarga tradició. No obstant això, arreu del país es representen peces, com el Ball d'en Serrallonga, ben conegut als pobles de la Catalunya Vella, el ball o vida de Sant Antoni, representat a les terres de l'Ebre i al nord del País Valenciào el Ball del Sant Crist de Salomó, representat a Salomó, el Tarragonès

## Història
La temàtica dels balls parlats entronca amb formes de teatre populars anteriors, però aquests no es popularitzen fins als segles xviii i xix i han perviscut fins a l'actualitat. Hi ha molts tipus de balls parlats. N'hi ha de caràcter hagiogràfic, dedicats a explicar la vida dels sants patrons de la població que els representa i que, més enllà del significat religiós, tenen un profund caire identitari, perquè reflecteixen llegendes molt arrelades a la localitat. En són exemples el ball del Sant Crist de Salomó, que explica la troballa de la imatge del santcrist venerada a la població, o el Ball de la Mare de Déu de Reus, la versió més coneguda del qual és la de Francesc Torné, que narra la llegenda de l'aparició de la Mare de Déu de Misericòrdia a una pastoreta el 1592.

## Temàtica
Les narracions d'aventures, de bandolers i pirates, de donzelles segrestades i de successos de sang i fetge van tenir en el passat un gran predicament entre el públic. Eren força populars les aventures del cavaller Marcos Vicente o la tràgica història de la desgraciada Rosaura. No obstant això, el que més triomfava era el ball de Serrallonga. Arreu del país s'han fet múltiples versions de la trobada d'aquest bandoler, que es va convertir en un autèntic heroi popular, amb els membres de la seva colla.
Hi ha una peculiaritat de certs balls parlats, la sàtira, que fa possible que aquests s'hagin actualitzat al llarg del temps. Hi ha balls parlats de caràcter burlesc com el de Criades, en el qual es critica els amos, i sobretot el de Dames i Vells, de llarga tradició a Tarragona, basat en un diàleg entre homes vells i xarucs amb dones joves.
El caire burlesc es fa evident també en els balls de Diables amb Parlaments, en què, més enllà de l'eterna lluita del bé contra el mal i el triomf de l'arcàngel sant Miquel sobre Llucifer i els seus sequaços, s'hi introdueixen uns versots de caràcter satíric sobre personatges i esdeveniments d'actualitat. Aquests versots, que també reciten els diables burlescos d'altres balls, antigament eren la novetat que, d'any en any, cridava l'atenció dels espectadors. En el present aporten un contingut de plena actualitat a aquestes antigues representacions.